# Thrypticus azuricola
Thrypticus azuricola är en tvåvingeart som beskrevs av Daniel J. Bickel och Hernandez 2004. Thrypticus azuricola ingår i släktet Thrypticus och familjen styltflugor. Inga underarter finns listade i Catalogue of Life.